# Daniel Bazanta
Daniel Bazanta (* 1. März 1946 in Villavicencio; † 13. März 2012 in Münster) war ein kolumbianischer Perkussionist, der den größten Teil seiner Karriere in Deutschland erlebte, wo er auch als Daniel Basanta bekannt war.

## Leben und Wirken
Bazantas Familie, eine Musikerfamilie, lebte im Einzugsgebiet des Amazonas, bis sie 1950 vertrieben wurde. Seitdem wuchs er in Bogotá auf, wo ihn seit seinem siebten Lebensjahr sein Vater im Trommeln unterrichtete. Die Sängerin Totó la Momposina ist seine Schwester. Als Musiker hatte er die Gelegenheit, 1970 an der Weltausstellung Expo ’70 in Osaka teilzunehmen. 1973 wurde er mit der Rockgruppe La Columna Fuego, der er damals angehörte, zum Festival der Jugend in die DDR eingeladen; eine dreimonatige Tournee durch die Sowjetunion schloss sich an.
Aufgrund der angespannten Lage in Kolumbien beschloss Bazanta in Europa zu bleiben und ließ sich 1973 in Spanien nieder. 1979 kam er nach Deutschland, wo er zunächst vorrangig mit dem Kirchenmusiker Peter Janssens zusammenarbeitete, mit dem er auf vielen Platten zu hören ist. Zudem gründete er seine Weltmusik-Band Yamambó, mit der das Label Fünfundvierzig 1985 ein erstes Album veröffentlichte; weitere Alben folgten. Daneben spielte er mit der Duisburger Jazzrockband Glatter Wahnsinn, aus der dann die Formation Supersession um Waldo Karpenkiel wurde. Dann spielte er in der Jazzrockband Rimaak, mit der zwei Alben erschienen. Konzertreisen führten Bazanta in viele europäische Länder. Er ist als Perkussionist auch auf Alben von Dunkelziffer, Dominik von Senger, Bernd Strohm und Volker Kriegel (Biton Grooves) zu hören.
Weiterhin wirkte Bazanta als Mitorganisator internationaler Festivals und gab Schulunterricht. Von 2004 bis 2012 organisierte Bazanta alljährlich am Karnevalssonntag den Carnaval Latino in Münster. Er starb an den Folgen einer Krebserkrankung.